# 進藤三郎
進藤 三郎（しんどう さぶろう、1911年（明治44年）8月28日 - 2000年（平成12年）2月2日）は、日本の海軍軍人。海兵60期。最終階級は海軍少佐。

## 生涯
1911年（明治44年）8月28日、神奈川県横須賀市で、海軍機関大佐であった進藤登三郎の3男として生まれる。父親の転勤に伴い小学校一年から広島県呉市で育った。父が1921年（大正10年）新設された広海軍工廠の総務部長に就任したため、飛行機が身近なものとなる。広島県立第一中学校（現広島国泰寺高校）4年のとき、町でヤクザと喧嘩して相手に怪我を負わせて退校処分となり崇徳中学に編入、1929年（昭和4年）、海軍兵学校60期生として入学した。
ロサンゼルスへの遠洋航海後、「名取」・「日向」・「伊4」・「呂66」の乗組員を経て、1934年（昭和9年）11月に第26期飛行学生となった。同期には、横山保（海兵59期）・兼子正・鈴木實・山下政雄（以上海兵60期）らがいた。1935年（昭和10年）7月、大村海軍航空隊に転属し戦闘機操縦課程、1936年（昭和11年）11月空母「加賀」乗組みとなった。
衝撃を軽減するため髪を長く伸ばしていたが、街中を歩いているとしばしば因縁をつけられることがあった。だが自分が戦闘機搭乗員である事を明かすと、途端に相手の態度が変わったという。

### 支那事変
1937年（昭和12年）7月7日、盧溝橋事件が勃発し、支那事変が始まった。8月10日、「加賀」は佐世保港を出港し上海沖に進出。16日、艦攻艦爆隊の護衛戦闘機隊小隊長として90艦戦で出撃した。この初陣で進藤は、ダグラス偵察機を共同撃墜した。12月、佐伯空分隊長に就任。1938年（昭和13年）6月、任海軍大尉。7月、13空分隊長に就任。12月、大村空分隊長に就任。1940年（昭和15年）5月、12空分隊長として漢口に進出した。
当時海軍航空隊は、漢口を拠点に中国国民政府が置かれていた重慶に爆撃を行っていた。しかし航続距離の短い96艦戦では同行することができず、中国軍航空隊による攻撃で日本爆撃隊の被害は大きかった。7月、横空で試作新型戦闘機・12試艦戦を受領し、漢口で横空から赴任してきた横山保らとともに、慣熟訓練および初期不良の克服に努めた。7月24日、12試艦戦は制式採用され零式艦上戦闘機と名付けられた。8月19日、横山・進藤の指揮する零戦12機が重慶攻撃に初出撃したが、敵機は上空には現れず、さらにそれから2度の出撃でも会敵しなかった。基地に戻ると、敵は交戦を避け、去った後に大編隊を飛ばせて日本軍機を追い払っているように見せているということが判明した。
進藤はこれを逆手に取り、翌日9月13日、進藤率いる零戦13機は重慶爆撃の中攻隊の護衛として再び出撃し、ようやく敵機の大編隊と遭遇した。敵は中国空軍の精鋭である第四大隊(志航大隊)、および第三大隊率いるI-15・I-16計33機(指揮官・鄭少愚少校)であった。戦闘機隊はこれと交戦、内27機を撃墜し（中国側資料によれば13機）、味方の被撃墜は0（引込脚不良による不時着で1機損失）だった。進藤自身もI-15一機(王広英中尉)を撃墜。進藤の戦闘機隊はこの功績により支那方面艦隊司令長官から感状を授与され、この空戦は内地でも大きく報道された。
11月1日、仏印ハノイの14空に分隊長として転属、援蒋ルート破壊作戦に従事した。

### 太平洋戦争
1941年（昭和16年）4月、空母「赤城」分隊長となった。12月8日（日本時間）の真珠湾攻撃で進藤は第2次攻撃隊制空隊指揮官として35機を率い出撃した。攻撃は成功したが、内地帰還後の12月25日、航空神経症及びカタール性黄疸により1か月半入院した。退院後の1942年（昭和17年）4月1日、新しく開設された徳島海軍航空隊飛行隊長となった。
1942年11月、ラバウル方面に展開中の582空飛行隊長に就任。1943年（昭和18年）6月1日、少佐任官。7月8日、204空の飛行隊長に就任。9月、空母「龍鳳」飛行長に転じた。1944年（昭和19年）1月25日、進藤は「龍鳳」・「隼鷹」・「飛鷹」の第2航空戦隊飛行隊を率いて、再びラバウルに進出した。2月20日、2航戦は戦力を消耗しラバウルからトラック島に撤退。
1944年3月、再編のため内地に帰還し、進藤は空母航空隊である653空付となった。6月19日に発生したマリアナ沖海戦で、進藤は「千歳」に乗艦して戦闘機隊の指揮をとったが、出撃した攻撃隊はほとんど帰って来なかった。
10月、再編途上の653空は米機動部隊の台湾接近により戦場に投入された。10月14日、進藤は653空主力を率いて、台湾に進出し、台湾沖航空戦で約半数を失った。直後に米軍がレイテ島に上陸、フィリピン沖海戦では特攻の直援に当たった。
11月4日、203空飛行長に着任。フィリピンで特攻隊が編成される前に内地に帰還したとする主張もあるが、宮崎勇
によれば、特攻が編成される中で、進藤から内地に飛行機を取りに行くように伝えられたという。203空から16名の特攻隊員が抽出され、その他は帰還した。進藤によれば、203空司令の山中龍太郎大佐に対して特攻反対を意見具申したことがあるという。
1945年（昭和20年）5月3日、筑波空飛行長に転属。その後、同航空隊福知山派遣隊指揮官として紫電改部隊の練成を行っている途中で8月15日の終戦を迎えた。直後、厚木航空隊事件を起こした小園安名率いる第三〇二海軍航空隊（302空）の使者が、降伏の軍使を乗せた飛行機を撃墜するよう要請したが「味方機を撃てるか!」と一蹴した。

### 戦後
戦後は伝手を頼って福島県沼沢鉱山の鉱山長を務めた後、1952年（昭和27年）広島市皆美町（現・同市南区）に帰郷。戦後は周囲の急激な価値観の変化に堪えられず、長らく空虚感にさいなまれてきた。戦時中は市民から敬意をもって接されてきたが、戦後になるととたんに戦犯扱いされて子供達から石を投げられる事もあった。そのことについて生前、「戦時中、誠心誠意働いて一生懸命戦ってきた事に悔いは無いが、その事が戦後馬鹿みたいに言われてきて、つまらない人生だった」と語った。
父は東洋工業（現マツダ）の顧問だった時期があり、かつて経営方針を巡って衝突した松田重次郎に頼み、三郎は1954年（昭和29年）、東洋工業に入社した。その後ディーラーである山口マツダで整備部門の長となった。1979年（昭和54年）に常務取締役で退任。
2000年（平成12年）2月2日、広島市内の自宅で死去。いつも昼寝をしていたソファーに座って、眠ったように亡くなった。その表情は安らかで、微笑んでいるかのようだったという。